# المصرية للغازات الطبيعية
المصرية للغازات الطبيعية (اختصارًا: جاسكو) (بالإنجليزية: Gasco - The Egyptian Natural Gas Co)‏؛ هي إحدى شركات قطاع البترول المصري، والتي تأسست عام 1997 وفقاً لأحكام قانون الاستثمار رقم 230 لسنة 1989 ولائحته التنفيذية والمعدل بقانون ضمانات وحوافز الاستثمار رقم 8 لسنة 1997 كشركة مساهمة مصرية.

## نشاط الشركة
تأخذ الشركة زمام المبادرة كشركة رائدة في مجال نقل وتوزيع وتسويق الغاز الطبيعي، منافسة نظرائها من شركات الدول الأخرى.
توفر الشركة حلقة وصل حيوية في سلسلة الطاقة بين منتجي ومستهلكي الغاز الطبيعي لتحقيق الآتي:
- توسيع شبكة الغاز الطبيعي الوطنية لمواجهة الزيادة في إمدادات الغاز والطلب السوقي.
- تعظيم الاستفادة من الغاز الطبيعي في القطاعات المختلفة (محليا وخارجيا).
- تطوير شبكة الغاز الطبيعي الوطنية ومرافقها.
- تقديم أفضل الخدمات لمنتجي ومستهلكي الغاز الطبيعي.
- بناء وتشغيل وإدارة وصيانة محطات معالجة الغاز الطبيعي لاستخراج مشتقات الغاز القيمة.
- تحقيق بيئة عمل آمنة خالية من الحوادث وصحية لموظفي الشركة مع الاستمرار في العمل بتركيز بيئي مسؤول.
- مراقبة ورصد شبكة الغاز الطبيعي الوطنية عبر أحدث النظم من خلال المركز الوطني للمراقبة المتقدمة أو المركز القومى للتحكم في الشبكة القومية للغازات الطبيعية.
- بناء قوة عمل قادرة على مواجهة تحديات هذا القرن.
- إدارة جميع أنشطة الشركة من منظور اقتصادي.
- استخدام أحدث التقنيات في: الاتصالات ونقل البيانات، والتحكم المركزي، ورسم خرائط الشبكة، والصيانة الوقائية الدورية.
- إضافة نشاط تداول الهيدروجين، وثاني أكسيد الكربون لمجالات العمل في النظام الأساسي للشركة[4]

## المساهمين
يساهم في رأسمال الشركة كل من:-
- إيجاس - المصرية القابضة للغازات الطبيعية: 70%
- غاز مصر: 15%
- بتروجيت - المشروعات البترولية والاستشارات الفنية: 15%

## مساهمات الشركة بقطاع البترول
- إيبيك - العالمية لصناعة المواسير: 10%
- فجر المصرية للغاز الطبيعي: 16.7%
- بتروتريد - الخدمات التجارية البترولية: 25%
- مهارات الزيت والغاز: 10%
- المصرية لإنتاج البروبيلين والبولى بروبلين: 13%
- إيميثانكس - ميثانكس المصرية لإنتاج الميثانول: 9%
- تاون جاس - المصرية لتوزيع الغاز الطبيعي للمدن: 60%
- غاز كول: 25%
- المتحدة لمشتقات الغاز: 33.3%
- إنفنسيس مصر لنظم العمليات
- هيل مصر الدولية للبترول

## رؤساء الشركة
مهندس / ياسر صلاح (2018 - الآن)
- مهندس / هشام رضوان (2017 - 2018)
- مهندس / كارم محمود (2013 - 2017)
- مهندس / أشرف زكي (2012 - 2013)
- مهندس / خالد عبد البديع (2012 - 2012)
- مهندس / محمد مجدي (2011 - 2012)
- مهندس / خالد عبد البديع (2010 - 2011)
- مهندس / حسن المهدي (2009 - 2010)
- مهندس / يحيي الريدي (2007 - 2009)
- مهندس / إسماعيل كرارة (2005 - 2007)
- مهندس / هاني سليمان (2003 - 2005)
- مهندس / محمود لطيف (2001 - 2003)
- مهندس / نبيل هاشم (2000 - 2001)
- مهندس / محمد طويلة (1997 - 2000)